# کدانژ-سور-کانه
کدانژ-سور-کانه (به فرانسوی: Kédange-sur-Canner) یک کمون در فرانسه است که در Canton of Metzervisse واقع شده‌است.

## خصوصیات
کدانژ-سور-کانه ۳٫۹۱ کیلومترمربع مساحت و ۱٬۱۸۳ نفر جمعیت دارد و ۲۱۰ متر بالاتر از سطح دریا واقع شده‌است.